# Irische Badmintonmeisterschaft 2011
Die Irische Badmintonmeisterschaft 2011 fand vom 5. bis zum 6. Februar 2011 in Lisburn statt.

## Austragungsort
- Lisburn, National Badminton Centre, 36 Belfast Road

## Die Sieger und Platzierten
| Disziplin    | Gold                        | Silber                         | Bronze                        |
| ------------ | --------------------------- | ------------------------------ | ----------------------------- |
| Herreneinzel | Scott Evans                 | Tony Stephenson                | Conor Hickland                |
| Herreneinzel | Scott Evans                 | Tony Stephenson                | Scott Burnside                |
| Dameneinzel  | Chloe Magee                 | Sinead Chambers                | Laura Butler                  |
| Dameneinzel  | Chloe Magee                 | Sinead Chambers                | Jennie King                   |
| Herrendoppel | Sam Magee Tony Stephenson   | Daniel Magee Niall Tierney     | Jonathan Dolan David Walsh    |
| Herrendoppel | Sam Magee Tony Stephenson   | Daniel Magee Niall Tierney     | Owen Marron Mark Topping      |
| Damendoppel  | Sinead Chambers Jennie King | Kenda Ho Pamela Peard          | Fiona Glennon Pauline Glennon |
| Damendoppel  | Sinead Chambers Jennie King | Kenda Ho Pamela Peard          | Sarah Kerr Susan Stephenson   |
| Mixed        | Sam Magee Chloe Magee       | Matthew Gleave Sinead Chambers | Owen Marron Jennie King       |
| Mixed        | Sam Magee Chloe Magee       | Matthew Gleave Sinead Chambers | Daniel Magee Fiona Glennon    |